# Joe van Niekerk
Johann Christiaan van Niekerk (Port Elizabeth, 14 maggio 1980) è un ex rugbista a 15 sudafricano, attivo in carriera nel ruolo di terza linea centro.

## Biografia
Rugbista dalla precoce carriera, van Niekerk fu capitano della rappresentativa scolastica sudafricana nel 1998 e, più avanti, anche delle selezioni Under-19 (1999) e Under-21 (2001).
Nel 2001 esordì negli Springbok contro un'avversaria di rango, la Nuova Zelanda, prima ancora di avere debuttato sia in Currie Cup che in Super Rugby con i Cats (oggi Lions).
Fece poi parte della selezione sudafricana alla Coppa del Mondo di rugby 2003, competizione nella quale fu presente solo nella fase a gironi per poi essere sostituito in corso di torneo a causa di un infortunio al legamento crociato del ginocchio; nella stagione successiva si trasferì agli Stormers, sempre in Super Rugby; tornato ai Lions, firmò nel giugno del 2007 un contratto con gli inglesi del Northampton Saints, ma una serie di infortuni a carico della spina dorsale, e il responso negativo delle visite di controllo da parte del club, indussero i Saints a non dare seguito al contratto; a causa di tali infortuni van Niekerk aveva saltato anche la Coppa del Mondo di rugby 2007.
Un anno più tardi, nel settembre 2008, ristabilitosi dagli infortuni, si trasferì in Francia al Tolone. club del quale divenne capitano dalla stagione 2009-10; con il club mediterraneo van Niekerk si aggiudicò il titolo di campione d'Europa nel 2012-13 per poi nella stagione successiva, quella del suo ritiro dall'attività, bissare il titolo continentale e aggiudicarsi anche il campionato francese, la cui finale fu anche la sua ultima partita ufficiale.
Vanta anche due presenze nei Barbarians, la più recente delle quali nel maggio 2011 in occasione di un incontro con un XV dell'Inghilterra.

## Palmarès
- Heineken Cup: 2
Tolone: 2012-13, 2013-14
- Campionati francesi: 1
Tolone: 2013-14